# Franz Stassen

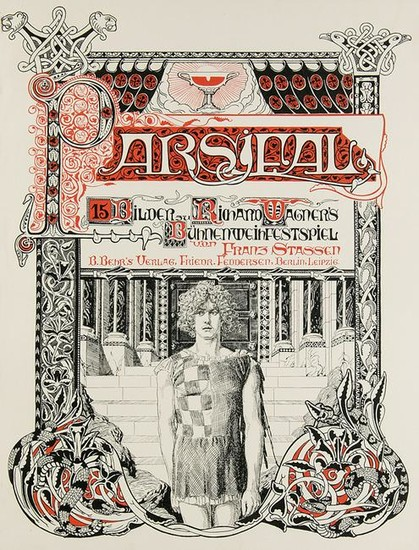
Franz Stassen, Parsifal, 15 Bilder zu Richard Wagner’s Bühnenweihfestpiel

Franz Stassen (Hanau, 12 de febrero de 1869 - Berlín, 18 de abril de 1949) fue un pintor, dibujante e ilustrador alemán encuadrado en el modernismo. 
Amigo de Siegfried Wagner, hijo del compositor Richard Wagner, Stassen es conocido por sus ilustraciones del Anillo de los nibelungos.
En 1930, tras afiliarse en el Partido Nacionalsocialista, fue el encargado de hacer los tapices de la cancillería alemana con motivos de las Edda.
Tras hacer dos importantes exposiciones de su obra en Bayreuth (1937) y en Dresde (1940), le fue otorgado el título de Professor (catedrático). En 1944 Adolf Hitler le incluyó en su Gottbegnadeten-Liste (lista de artistas altamente dotados) como uno de los pintores más destacados de su época.